# Perzikkruiduil
De perzikkruiduil (Melanchra persicariae) of basterdhoornrupsvlinder is een nachtvlinder uit de familie Noctuidae (uilen.)  De soort komt voor in heel Europa. De soort overwintert meestal als pop, soms als rups.

## Kenmerken
De voorvleugellengte bedraagt tussen de 16 en 21 millimeter. De volledige lengte ligt tussen de 38 en 55 mm.
De rups heeft variaties van bleekgroen tot paarsbruin. Hij is gemarkeerd met balkjes, vooral aanwezig op de eerste twee segmenten van het achterlijf.

## Waardplanten
De rups van de perzikkruiduil heeft als waardplanten allerlei kruidachtige planten, zoals brandnetel, hop, akkerwinde, klaver en zuring, maar ook wilg, vlier en hazelaar. Tuinen zijn een goede habitat voor deze vlinder. De rupsen voeden zich aan deze planten vanaf juli tot oktober.

## Voorkomen in Nederland en België
De perzikkruiduil is in Nederland een algemene vlinder en in België een niet zo algemene soort, die verspreid over het hele gebied kan worden gezien, ook in en om steden. De vlinder kent één generatie die vliegt van halverwege mei tot en met augustus.